# Мел

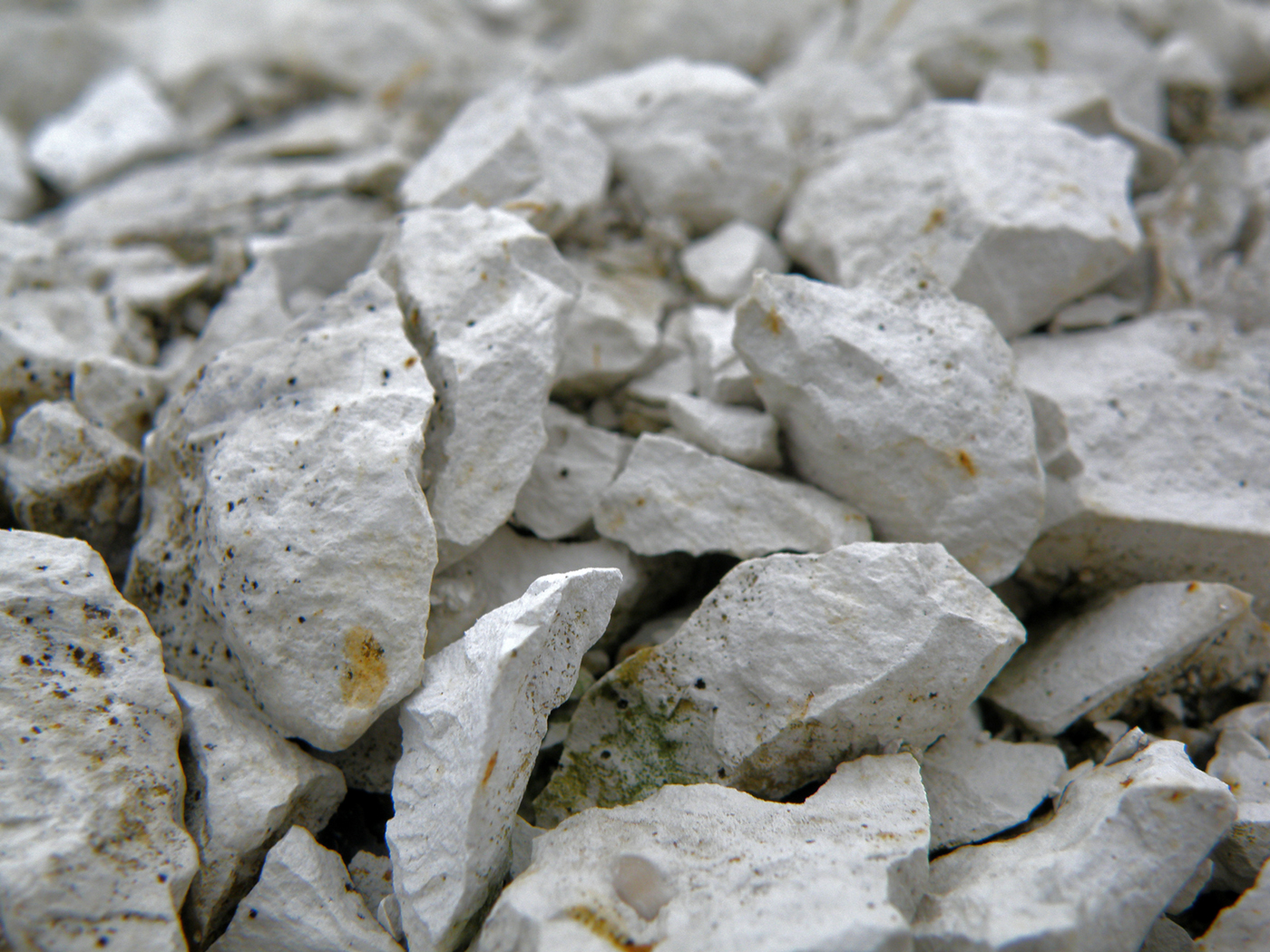
Мел

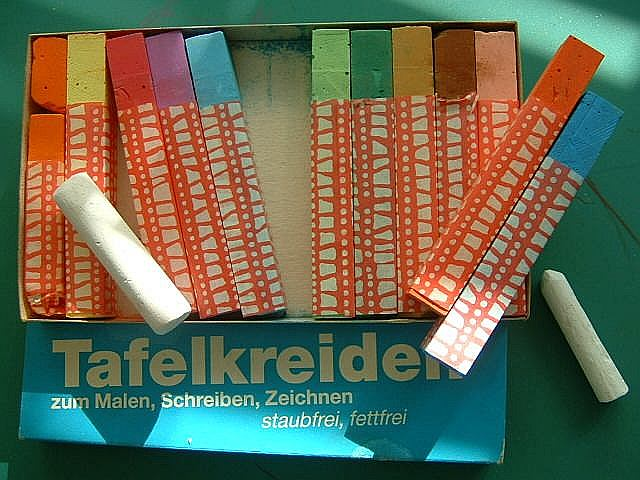
Школьные мелки

Мел — карбонат кальция (СаСО3), разновидность известняка, осадочная горная порода органического (зоогенного) происхождения, состоящая из скрытокристаллического кальцита. Имеет белый цвет, мягкая и рассыпчатая, нерастворимая в воде.

## Состав
Основу химического состава мела составляет карбонат кальция с небольшим количеством карбоната магния, но обычно присутствует и некарбонатная часть, в основном оксиды металлов. В меле обычно находится незначительная примесь мельчайших зёрен кварца и микроскопические псевдоморфозы кальцита по ископаемым морским организмам (радиолярии и др.). Нередко встречаются крупные окаменелости мелового периода: белемниты, аммониты и др.

## Применение мела и его аналоги
Мел — необходимый компонент мелованной бумаги, используемой в полиграфии для печати качественных иллюстрированных изданий. Молотый мел широко применяется в качестве дешёвого материала (пигмента) для побелки, окраски заборов, стен, бордюров, для защиты стволов деревьев от солнечных ожогов.
Мел широко применяют в лакокрасочной промышленности в качестве наполнителя, а также в резиновой, бумажной, в сахарной промышленности — для очистки свекловичного сока, для производства вяжущих веществ (известь, портландцемент), в стекольной промышленности, для производства спичек. В этих случаях обычно используют так называемый мел осаждённый, полученный химическим путём из кальцийсодержащих минералов.
Мел нашёл широкое применение в качестве дисперсного наполнителя для полимерных композиций (полипропилена и полиэтилена).
Мел используется для письма на больших досках для общего обозрения (например, в школах и в аудиториях вузов и ссузов) (формованный школьный мелок на 40 % состоит из мела (карбонат кальция) и на 60 % из гипса (сульфат кальция)). В животноводстве мел применяется как кормовая добавка, обеспечивающая необходимое количество кальция в рационе птиц и скота, также желательно размещать мел в клетках для птиц. Мел в качестве абразива входит в состав многих зубных паст. В фармацевтике мел используется как вспомогательное вещество (наполнитель) в лекарственных препаратах. При недостатке кальция медицинский мел может использоваться как добавка к пище.

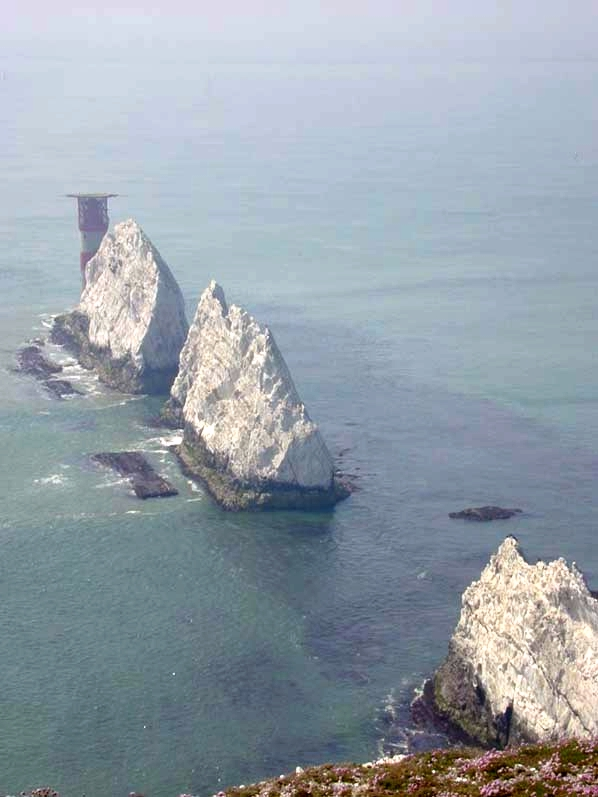
Меловые скалы Нидлс у острова Уайт
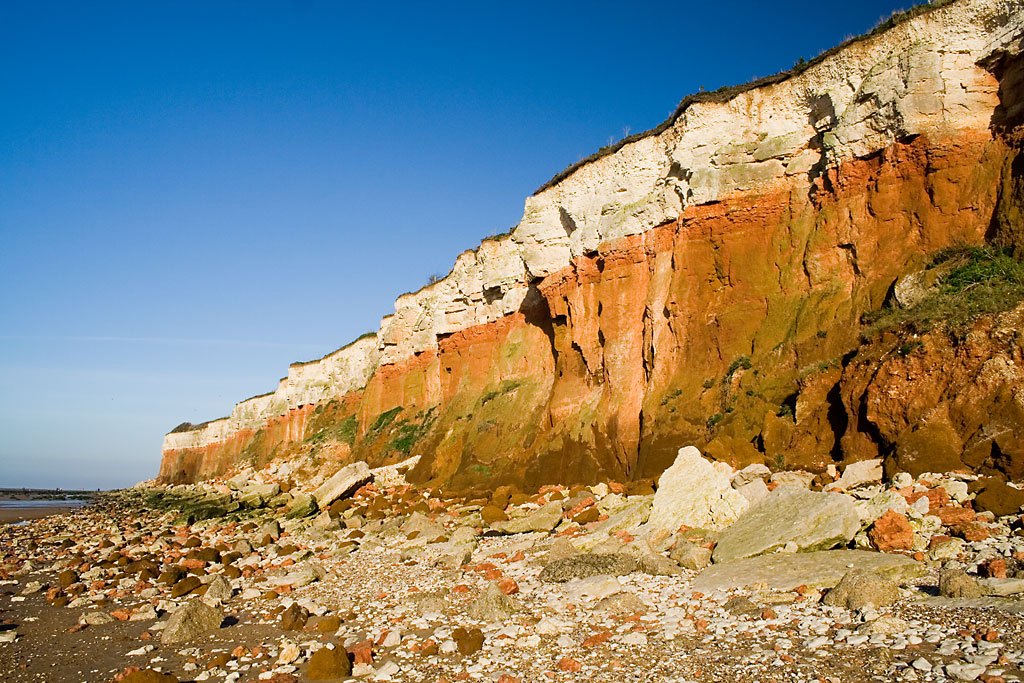
Красная меловая скала
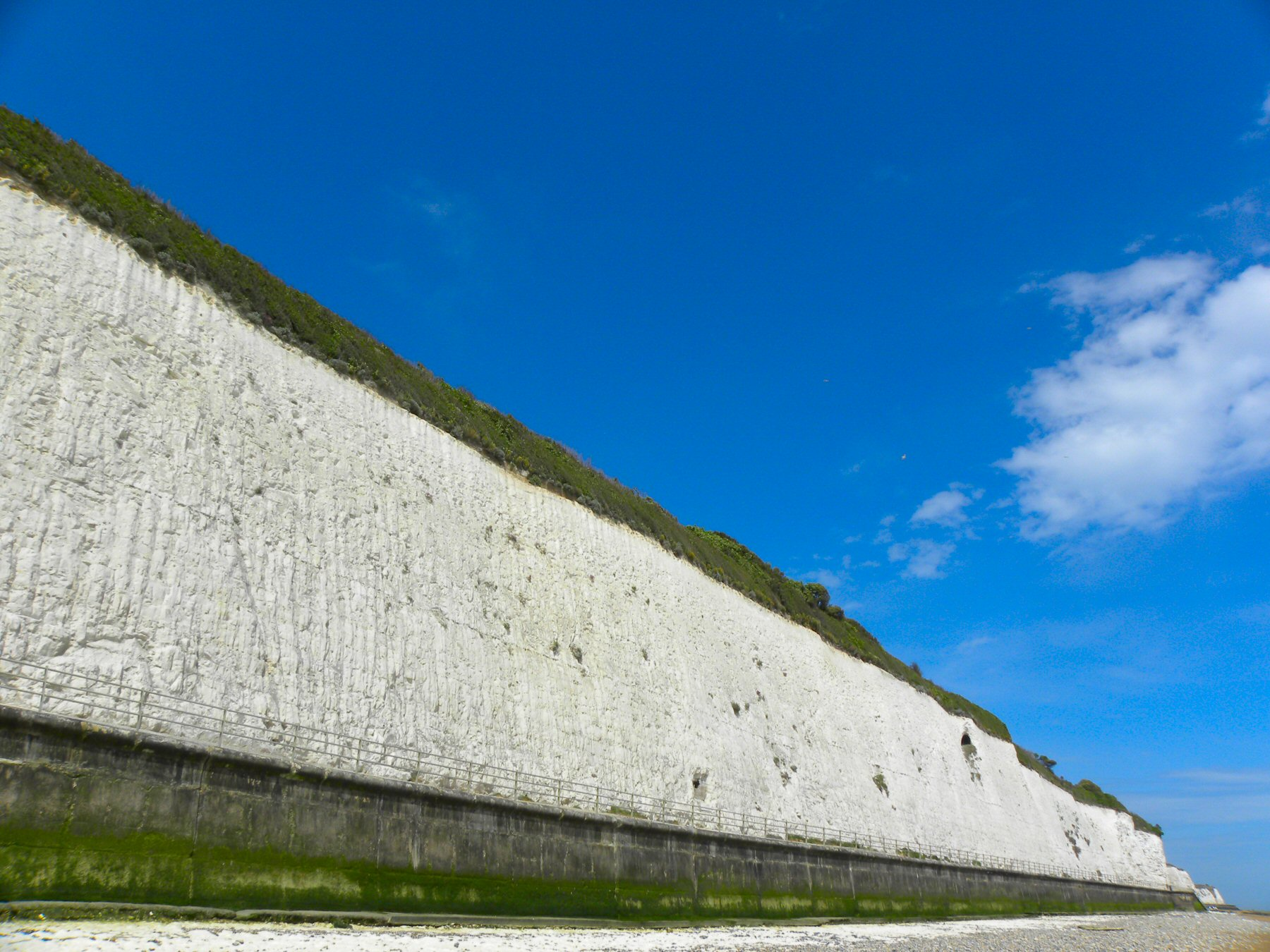
Белая меловая скала